# Haatze
Haatze /u jeziku keres =earth/, pretpovijesni pueblo Cochiti Indijanaca iz Novog Meksika, koji se nalazi u podnožju planine Sierra San Miguel u blizini današnjeg puebla Cochiti. Naseljen je nakon napuštanja puebla Potrero de las Vacas.
Kod raznih autora nazivano je sličnim nazivima istog porijekla: Haatse (Hewett), Ha-a-tze (Bandelier), i slično, te kao San Miguel (Lummis)